# Skate
Skate er et computerspil udviklet af EA Black Box, og udgivet til Playstation 3 og Xbox 360. Spillet handler om at stå på skateboard.

## Generelt
Skate bygger på realistisk skating, og det er derfor ikke muligt at flyve 20 meter op i luften, grinde/slide flere meter eller lave million kombinationer som i Tony Hawk spillene.
Kommer du fx med høj fart og rammer et trappetrin er der ikke stor chance for at du køre videre. Det hele afhænger om hvor meget fart og hvilken retning du har.

## San Vanelona
Hele spillet foregår i byen San Vanelona, som er designet af skatere.

### Størrelse
Det er ikke blevet oplyst hvor stor San Vanelona er i meter/kilometer. Det siges dog, at det vil tage 10 minuter at køre fra nord til syd. Samtidig tager det også 10 minutter at køre fra vest til øst.
Det er ca. 8 gange større end det område man havde at køre rundt i Tony Hawk's Project 8.

### Områder
San Vanelona er delt op i 4 forskellige områder der hver er delt op i 3 mindre områder:
- I Suburbs findes Elementary School, Community Center og The Mansion.
- I The Res findes Octo-Bowl, The Banks og Art Gallery.
- I Downtown findes Zen, Matrix og Library.
- I Old Town findes City Hall, Diy Skatepark og Spillway.

Der findes dog efter sigende flere steder at køre rundt – fx Dany Way's mega compound og x-games skatepark.

## Styring
Black Box bruger den helt nye Flick It control i Skate. Flick It fungerer sådan, at man bruger højre stick på controlleren til at lave tricks. Fx laver man en ollie ved først at bevæger højre stick helt ned hvorefter man skubber (flicker) den helt frem. Man laver et Kickflip ved at bevæge højre stick helt ned, hvorefter man flicker den op til højre hjørne. Dette giver ifølge nogle brugere spillet en mere realistisk følelse.

## Kamera
I Skate har Black Box valgt at placere kameraet helt nede ved siden af skateboardet. Det er en noget anderledens oplevelse, når kameraet normalt er meget højere oppe i andre spil. Igen giver det dog en følelse af at man faktisk står på skateboard og at der er en kameramand bagved én.

## Multiplayer

### Offline
I Skate er det ikke muligt at spille 2 personer på samme konsol via splitscreen. Det er dog muligt at spille en omgang s.k.a.t.e. som går ud på at den første spiller laver et trick, hvorefter spilleren giver controlleren videre til den anden spiller, som så skal efterligne tricket.

### Online
6 personer kan spille sammen i freeskate eller forskellige udfordringer over internettet.

### Efterfølgere
Den 23. Januar 2009 blev Skate 2 udgivet.